# Regering-Tindemans II
De regering-Tindemans II (11 juni 1974 - 6 maart 1977) was een Belgische regering. Het was een coalitie tussen de CVP/PSC (72 zetels), de PVV/PLPW (33 zetels) en de Rassemblement Wallon (22 zetels).
De belangrijkste maatregel van deze regering was het aantal gemeentes te reduceren van 2359 tot 596, fusie van Belgische gemeenten. Hiernaast was het ook deze regering die bij de wet van 1 augustus 1974 een voorlopige gewestvorming voorstelde met een Vlaams, Waals en Brussels Gewest met elk een voorlopige gewestraad. Later, bij de tweede staatshervorming in 1980, zouden de definitieve gewesten worden opgericht.
De regering volgde de regering-Tindemans I op en werd opgevolgd door de regering-Tindemans III.

## Samenstelling
Door het toetreden van het Rassemblement Wallon, telde de regering 21 ministers en 6 staatssecretarissen. De CVP had 8 ministers en 2 staatssecretarissen, PSC had 6 ministers, PVV had 3 ministers en 2 staatssecretarissen en PLPW had 3 ministers en het RW had 1 minister en 2 staatssecretarissen.
Tijdens de duur van deze regering viel het Rassemblement Wallon uit elkaar en trad een deel van de partijleden over naar de PLPW om samen de partij PRLW te vormen, hetgeen leidde tot de regeringsherschikking van 8 december 1976. Enkele ministers stapten over van RW naar PRLW, voor hen wordt het nieuwe label gebruikt. Voor de ministers die de hele regeerperiode lang deel uitmaakten van de PLP en opvolger PRLW, wordt de benaming PLPW behouden. Na de regeringsherschikking van 8 december 1976 bestond de regering-Tindemans II uit 25 ministers en 4 staatssecretarissen: 9 ministers en 1 staatssecretaris voor de CVP, 6 ministers voor de PSC, 4 ministers en 2 staatssecretarissen voor de PVV, 4 ministers en 1 staatssecretaris voor de PRLW en 2 ministers voor het RW.
| Ambtsbekleder                                                                      | Ambtsbekleder                                                         | Ambtsbekleder                      | Functie en bevoegdheden                                                                                       | Termijn                           | Partij                  |
| Ministers                                                                          | Ministers                                                             | Ministers                          | Ministers | Ministers                         | Ministers               |
| ---------------------------------------------------------------------------------- | --------------------------------------------------------------------- | ---------------------------------- | --- | --------------------------------- | ----------------------- |
|                                                                                    |                                                                       | Leo Tindemans (1922-2014)          | Premier | 11 juni 1974 - 6 maart 1977       | CVP                     |
| Economische Zaken ad interim                                                       | 19 augustus 1975 - 23 augustus 1975                                   | Leo Tindemans (1922-2014)          | |                                   | CVP                     |
|                                                                                    |                                                                       | Paul Vanden Boeynants (1919-2001)  | Landsverdediging en Brusselse Aangelegenheden                                                                 | 11 juni 1974 - 6 maart 1977       | PSC                     |
|                                                                                    |                                                                       | Willy De Clercq (1927-2011)        | Financiën | 11 juni 1974 - 6 maart 1977       | PVV                     |
|                                                                                    |                                                                       | Renaat Van Elslande (1916-2000)    | Buitenlandse Zaken en Ontwikkelingssamenwerking                                                               | 11 juni 1974 - 6 maart 1977       | CVP                     |
|                                                                                    |                                                                       | Jos De Saeger (1911-1998)          | Volksgezondheid en Gezin                                                                                      | 11 juni 1974 - 6 maart 1977       | extraparlementair (CVP) |
|                                                                                    |                                                                       | Placide De Paepe (1913-1989)       | Sociale Voorzorg                                                                                              | 11 juni 1974 - 16 oktober 1976    | CVP                     |
|                                                                                    |                                                                       | Luc Dhoore (1928-2021)             | Sociale Voorzorg                                                                                              | 16 oktober 1976 - 6 maart 1977    | CVP                     |
|                                                                                    |                                                                       | Herman Vanderpoorten (1922-1984)   | Justitie | 11 juni 1974 - 6 maart 1977       | PVV                     |
|                                                                                    |                                                                       | Michel Toussaint (1922-2007)       | Buitenlandse Handel                                                                                           | 11 juni 1974 - 8 december 1976    | PLPW                    |
| Hervorming der Instellingen                                                        | 8 december 1976 - 6 maart 1977                                        | Michel Toussaint (1922-2007)       | |                                   | PLPW                    |
|                                                                                    |                                                                       | Alfred Califice (1916-1999)        | Tewerkstelling en Arbeid en Waalse Aangelegenheden, belast met Ruimtelijke Ordening en Huisvesting            | 11 juni 1974 - 6 maart 1977       | PSC                     |
|                                                                                    |                                                                       | Albert Lavens (1920-1993)          | Landbouw | 11 juni 1974 - 6 maart 1977       | CVP                     |
|                                                                                    |                                                                       | Jean-Pierre Grafé (1932-2019)      | Franse Cultuur                                                                                                | 11 juni 1974 - 4 oktober 1974     | PSC                     |
|                                                                                    |                                                                       | Henri-François Van Aal (1933-2001) | Franse Cultuur                                                                                                | 4 oktober 1974 - 6 maart 1977     | PSC                     |
|                                                                                    |                                                                       | Jos Chabert (1933-2014)            | Verkeerswezen                                                                                                 | 11 juni 1974 - 6 maart 1977       | CVP                     |
|                                                                                    |                                                                       | Louis Olivier (1923-2015)          | Middenstand                                                                                                   | 11 juni 1974 - 31 juli 1976       | PLPW                    |
| Openbare Werken                                                                    | 31 juli 1976 - 6 maart 1977                                           | Louis Olivier (1923-2015)          | |                                   | PLPW                    |
|                                                                                    |                                                                       | Antoine Humblet (1922-2011)        | Nationale Opvoeding                                                                                           | 11 juni 1974 - 6 maart 1977       | PSC                     |
|                                                                                    |                                                                       | Jean Defraigne (1929-2016)         | Openbare Werken                                                                                               | 11 juni 1974 - 31 juli 1976       | PLPW                    |
|                                                                                    |                                                                       | André Oleffe (1914-1975)           | Economische Zaken                                                                                             | 11 juni 1974 - 18 augustus 1975   | extraparlementair (PSC) |
|                                                                                    |                                                                       | Fernand Herman (1932-2005)         | Economische Zaken                                                                                             | 23 augustus 1975 - 6 maart 1977   | extraparlementair (PSC) |
|                                                                                    |                                                                       | Rika De Backer (1923-2002)         | Nederlandse Cultuur en Vlaamse Aangelegenheden                                                                | 11 juni 1974 - 6 maart 1977       | CVP                     |
|                                                                                    |                                                                       | Herman De Croo (1937)              | Nationale Opvoeding                                                                                           | 11 juni 1974 - 6 maart 1977       | PVV                     |
|                                                                                    |                                                                       | Robert Vandekerckhove (1917-1980)  | Hervorming der Instellingen                                                                                   | 11 juni 1974 - 6 maart 1977       | CVP                     |
|                                                                                    |                                                                       | François Perin (1921-2013)         | Hervorming der Instellingen                                                                                   | 11 juni 1974 - 8 december 1976    | RW                      |
|                                                                                    |                                                                       | Joseph Michel (1925-2016)          | Binnenlandse Zaken                                                                                            | 11 juni 1974 - 6 maart 1977       | PSC                     |
|                                                                                    |                                                                       | Léon Hannotte (1922-1978)          | Middenstand                                                                                                   | 31 juli 1976 - 6 maart 1977       | PLPW                    |
|                                                                                    |                                                                       | André Kempinaire (1929-2012)       | Openbaar Ambt                                                                                                 | 8 december 1976 - 6 maart 1977    | PVV                     |
|                                                                                    |                                                                       | Gaston Geens (1931-2002)           | Begroting en Wetenschapsbeleid                                                                                | 8 december 1976 - 6 maart 1977    | CVP                     |
|                                                                                    |                                                                       | Etienne Knoops (1934)              | Buitenlandse Handel                                                                                           | 8 december 1976 - 6 maart 1977    | PRLW                    |
|                                                                                    |                                                                       | Robert Moreau (1915-2006)          | Pensioenen | 8 december 1976 - 4 maart 1977    | RW                      |
|                                                                                    |                                                                       | Pierre Bertrand (1926-2014)        | Adjunct voor Economische Zaken                                                                                | 8 december 1976 - 4 maart 1977    | RW                      |
| Staatssecretarissen                                                                |                                                                       |                                    | |                                   |                         |
|                                                                                    |                                                                       | Luc Dhoore (1928-2021)             | Streekeconomie en Ruimtelijke Ordening en Huisvesting                                                         | 11 juni 1974 - 16 oktober 1976    | CVP                     |
| toegevoegd aan de minister van Vlaamse Aangelegenheden                             | 4 oktober 1974 - 16 oktober 1976                                      | Luc Dhoore (1928-2021)             | |                                   | CVP                     |
|                                                                                    |                                                                       | Louis D'haeseleer (1911-1988)      | Openbaar Ambt, toegevoegd aan de Eerste Minister                                                              | 11 juni 1974 - 16 oktober 1976    | PVV                     |
|                                                                                    |                                                                       | André Kempinaire (1929-2012)       | Openbaar Ambt, toegevoegd aan de Eerste Minister                                                              | 16 oktober 1976 - 8 december 1976 | PVV                     |
|                                                                                    |                                                                       | Karel Poma (1920-2014)             | Leefmilieu, toegevoegd aan de Eerste Minister                                                                 | 11 juni 1974 - 1 augustus 1976    | PVV                     |
| Bossen, Jacht en Visvangst, toegevoegd aan de minister van Vlaamse Aangelegenheden | 4 oktober 1974 - 6 maart 1977                                         | Karel Poma (1920-2014)             | |                                   | PVV                     |
| Leefmilieu, toegevoegd aan de minister van Volksgezondheid en Gezin                | 1 augustus 1976 - 6 maart 1977                                        | Karel Poma (1920-2014)             | |                                   | PVV                     |
|                                                                                    |                                                                       | Gaston Geens (1931-2002)           | Begroting en Wetenschapsbeleid, toegevoegd aan de Eerste Minister                                             | 11 juni 1974 - 8 december 1976    | CVP                     |
|                                                                                    |                                                                       | Etienne Knoops (1934)              | Economische Zaken, toegevoegd aan de minister van Economische Zaken                                           | 11 juni 1974 - 8 december 1976    | RW                      |
|                                                                                    |                                                                       | Jean Gol (1942-1995)               | Streekeconomie                                                                                                | 11 juni 1974 - 4 oktober 1974     | RW                      |
| toegevoegd aan de minister van Waalse Aangelegenheden                              | 4 oktober 1974 - 8 december 1976                                      | Jean Gol (1942-1995)               | |                                   | RW                      |
|                                                                                    | Streekeconomie, toegevoegd aan de minister van Waalse Aangelegenheden | Jean Gol (1942-1995)               | 8 december 1976 - 6 maart 1977                                                                                | PRLW                              |                         |
|                                                                                    |                                                                       | Louis Olivier (1923-2015)          | Bossen, Jacht en Visvangst, toegevoegd aan de minister van Waalse Aangelegenheden                             | 4 oktober 1974 - 8 december 1976  | PLPW                    |
|                                                                                    |                                                                       | Henri-François Van Aal (1933-2001) | Huisvesting, toegevoegd aan de minister van Brusselse Aangelegenheden                                         | 4 oktober 1974 - 6 maart 1977     | PSC                     |
|                                                                                    |                                                                       | August De Winter (1925-2005)       | Streekeconomie, toegevoegd aan de minister van Brusselse Aangelegenheden                                      | 4 oktober 1974 - 6 maart 1977     | PVV                     |
|                                                                                    |                                                                       | Robert Moreau (1915-2006)          | Sociale Zaken, toegevoegd aan de minister van Waalse Aangelegenheden                                          | 4 oktober 1974 - 8 oktober 1976   | RW                      |
|                                                                                    |                                                                       | Mark Eyskens (1933)                | Streekeconomie en Ruimtelijke Ordening en Huisvesting, toegevoegd aan de minister van Vlaamse Aangelegenheden | 16 oktober 1976 - 6 maart 1977    | extraparlementair (CVP) |

## Herschikkingen
- 11 juni 1974:
  - Joseph Michel (PSC) werd minister van Binnenlandse Zaken in de plaats van Charles Hanin (PSC).
  - Robert Vandekerckhove (CVP) en François Perin (RW) werden minister van Institutionele Hervormingen.
  - Etienne Knoops (RW) werd staatssecretaris toegevoegd aan de minister van Economische Zaken en Jean Gol (RW) staatssecretaris voor Streekeconomie.
  - Alfred Califice (PSC) kreeg er de bevoegdheid Ruimtelijke Ordening en Huisvesting (F) bij.
  - Staatssecretaris voor Streekeconomie, Ruimtelijke Ordening en Huisvesting (F) Claude Hubaux (PLPW) en staatssecretaris toegevoegd aan de minister van Buitenlandse Zaken Henri-François Van Aal (PSC) traden af.
- 4 oktober 1974:
  - Henri-François Van Aal (PSC) werd minister van Franse Cultuur in de plaats van Jean-Pierre Grafé (PSC). Ook werd Van Aal benoemd tot staatssecretaris voor Huisvesting.
  - Louis Olivier (PLPW) krijgt als staatssecretaris de bevoegdheden Bos, Jacht en Visserij (F) erbij.
  - August De Winter (PVV) wordt staatssecretaris voor Streekconomie en Robert Moreau (RW) wordt staatssecretaris voor Sociale Zaken.
  - Karel Poma (PVV) krijgt er de bevoegdheden Bos, Jacht en Visserij (N) bij.
- Op 18 augustus 1975 stierf minister van Economische Zaken André Oleffe (PSC). Hierdoor werd premier Leo Tindemans ad interim belast met Economische zaken van 19 tot 23 augustus 1975. Op 23 augustus 1975 werd Fernand Herman (PSC) benoemd tot minister van Economische Zaken.
- Op 31 juli 1976 werd Louis Olivier (PLPW) minister van Openbare Werken in de plaats van Jean Defraigne (PLPW). Hierdoor werd zijn bevoegdheid Middenstand overgedragen aan een nieuwe minister Léon Hannotte (PLPW).
- 16 oktober 1976:
  - Luc Dhoore (CVP) werd minister van Sociale Voorzorg in de plaats van Placide De Paepe (CVP). Hij werd op zijn beurt vervangen door Mark Eyskens (CVP) als staatssecretaris voor Regionale Economie, Ruimtelijke Ordening en Huisvesting (N).
  - André Kempinaire (PVV) werd benoemd tot staatssecretaris van Openbaar Ambt in de plaats van Louis D'Haeseleer (PVV).
- 8 december 1976:
  - Etienne Knoops (RW) nam ontslag als staatssecretaris voor Economische Zaken en werd benoemd tot minister van Buitenlandse Handel in de plaats van Michel Toussaint (PLPW). Toussaint verving op zijn beurt François Perin (RW) als minister van Institutionele Hervormingen.
  - Pierre Bertrand (RW) werd minister, die toegevoegd werd aan de minister van Economische Zaken.
  - Louis Olivier (PLPW) verloor zijn bevoegdheden als staatssecretaris voor Bossen, Jacht en Visvangst.
  - André Kempinaire (PVV), Gaston Geens (CVP) en Robert Moreau (RW) verloren hun bevoegdheden als staatssecretaris en werden gepromoveerd tot respectievelijk minister van Openbaar Ambt, minister van Begroting en Wetenschapsbeleid en minister van Pensioenen.